# (Triclorometil) benceno
El (triclorometil) benceno o benzotricloruro, también conocido como triclorofenilmetano, es un compuesto orgánico de formulación química C6H5CCl3.

## Producción y usos
El benzotricloruro se produce por cloración de tolueno, catalizado por luz o por iniciadores de radicales como el peróxido de benzoílo. Se han observado dos niveles intermedios:
C6H5CH3  +  Cl2   →  C6H5CH2Cl +  HCl
C6H5CH2Cl  +  Cl2   →  C6H5CHCl2  +  HCl
C6H5CHCl2  +  Cl2   →  C6H5CCl3  +  HCl
Se usa principalmente para preparación de otras sustancias químicas, como tintes.
El benzotricloruro se hidroliza en cloruro de bencilo:
C6H5CCl3  +  H2O   →  C6H5C(O)Cl  +  2 HCl
También se convierte en trifluorurotolueno, un precursor de pesticidas:
C6H5CCl3  +  3 KF   →  C6H5CF3  +  3 KCl